# 第401機甲旅団 (イスラエル国防軍)
第401機甲旅団（ヘブライ語: 401 חטיבה  (Hativa 401)、英語: 401st Armord Brigade）は、イスラエル陸軍の南部軍第162機甲師団に所属する常設の機甲科旅団の一つである。
2017年時点におけるイスラエル陸軍の4個の常設機甲旅団のうち、訓練部隊を兼ねる第460機甲旅団を除けば、第401機甲旅団はイスラエル国産のメルカバ戦車シリーズの最新モデルである"メルカバMk.4"、およびメルカバMk.4に"トロフィー"アクティブ防護システムを装着した"メルカバMk.4M"を最初に配備･運用した部隊である。

## 歴史
第401機甲旅団は、第三次中東戦争の結果イスラエルが占領した長さ160kmに及ぶスエズ運河の防衛を担当する事となった第14"バイソン/マアツ"機甲旅団から分割される形で1967年に創設された。
消耗戦争の期間中、第401機甲旅団は第14機甲旅団と共に第252"シナイ"機甲師団を構成し、3ヶ月毎に交代して交互にスエズ運河防衛の任に就いていた。この当時の戦車部隊の主な装備はマガフ6戦車であった。

### 第四次中東戦争
1973年に勃発した第四次中東戦争当時、第401機甲旅団の旅団長は空挺部隊出身で後に第13代参謀総長となったダン・ショムロン大佐であった。この時、第401機甲旅団の指揮下にあった第79戦車大隊は展開していた位置関係から第14機甲旅団の指揮下に移り、また第14機甲旅団隷下の第52戦車大隊は第401機甲旅団の指揮下となった。
第401機甲旅団は第14機甲旅団と共に、緒戦におけるエジプト軍のAT-3"サガー"対戦車ミサイルによる待ち伏せ攻撃を受け甚大な被害を出したが、第143機甲師団や第162機甲師団の増援を受け次第に盛り返し、スエズ運河の逆渡河に成功した。

### 1970年代
第四次中東戦争後、第401機甲旅団はそれまで通りシナイ半島の防衛を担当した。1979年のキャンプ・デービッド合意に基づきシナイ半島がエジプトに返還される事になり、第401機甲旅団はヨルダン渓谷南部に拠点を移した。1981年になると上位部隊である第252機甲師団がシリア/レバノン方面への備えの強化のため北部軍へ配置転換され、第401機甲旅団もそれに従った。また、第195戦車大隊が第401機甲旅団から第500機甲旅団の指揮下に移動した。

### 第一次レバノン戦争/ガリラヤの平和作戦
1982年のガリラヤの平和作戦ではレバノン南部の東側のエリアを担当した。戦闘終結後、旅団はレバノン南部での治安維持活動に従事した。

### 第一次レバノン戦争後
1991年になると、元々パルマッハにルーツを持つ第9戦車大隊が第211機甲旅団から第401機甲旅団の指揮下に移動した。2000年代に入ると第二次インティファーダが発生し、またイスラエル軍がレバノン南部から撤退したため、第401機甲旅団の任務もヨルダン川西岸地区やガザ地区での治安維持活動が中心となった。2004年になると、それまで運用を続けていたマガフ6シリーズからメルカバMk.4に装備を更新した。
2006年には戦闘工兵科所属の第601"アサフ"戦闘工兵大隊が第401機甲旅団の指揮下に入った。同年の第二次レバノン戦争においては、第401機甲旅団は最初に北上しレバノンでの戦闘に投入された部隊の一つとなり、1982年の戦闘と同様、東側のエリアを担当した。2009年のガザ紛争（キャスト・レッド作戦）、2014年のガザ地区侵攻（プロテクティブ・エッジ作戦）においても第401機甲旅団は戦闘に投入されている。なお、プロテクティブ・エッジ作戦に先立つ2000年代後半から、第401機甲旅団のメルカバMK.4は、トロフィーAPSを搭載した"メルカバMK.4M"仕様への改修が進められており、2011年には実際に戦車に向けてガザ地区から発射された対戦車ミサイルの迎撃に成功している。2012年には第401機甲旅団の全てのメルカバMk.4がトロフィーを装備したMk.4M仕様となり、"地球上でもっとも強固に防護された旅団"と称された。

## 編制
- 第46"シェラハ"戦車大隊 (メルカバMK.4M)
- 第52"ハボキム"戦車大隊 (メルカバMK.4M)
- 第9"エシェット"戦車大隊 (メルカバMK.4M)
- 第601"アサフ"戦闘工兵大隊
- 第785偵察中隊（PALSAR 401、あるいはサイェレット401としても知られる。PALSARは"Plugat Siur" (偵察中隊)の略。[2]）
- 第298"ヤール"信号中隊

## 画像

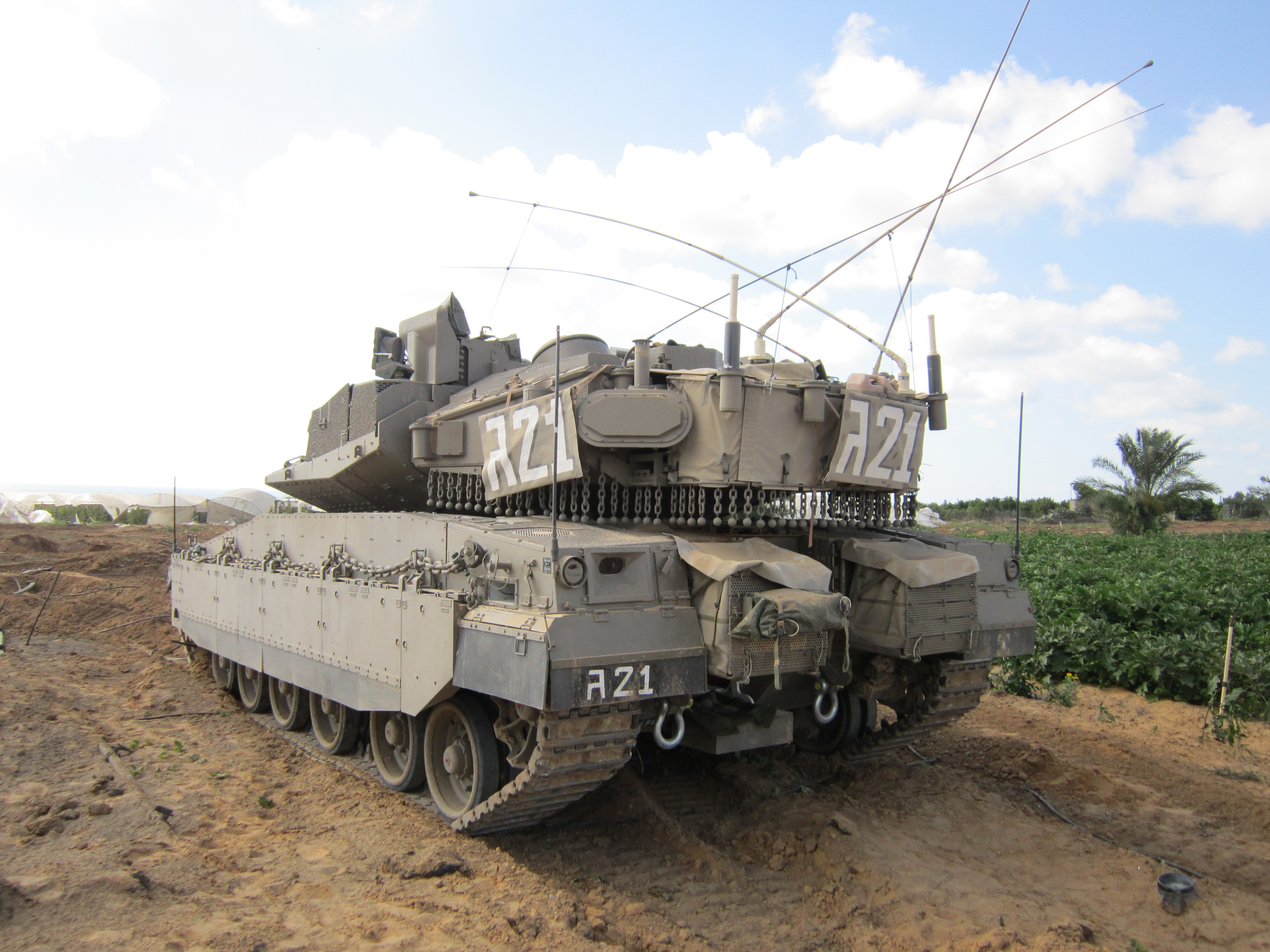
ガザ地区境界付近に展開した第401機甲旅団のメルカバMk.4M。2014年。
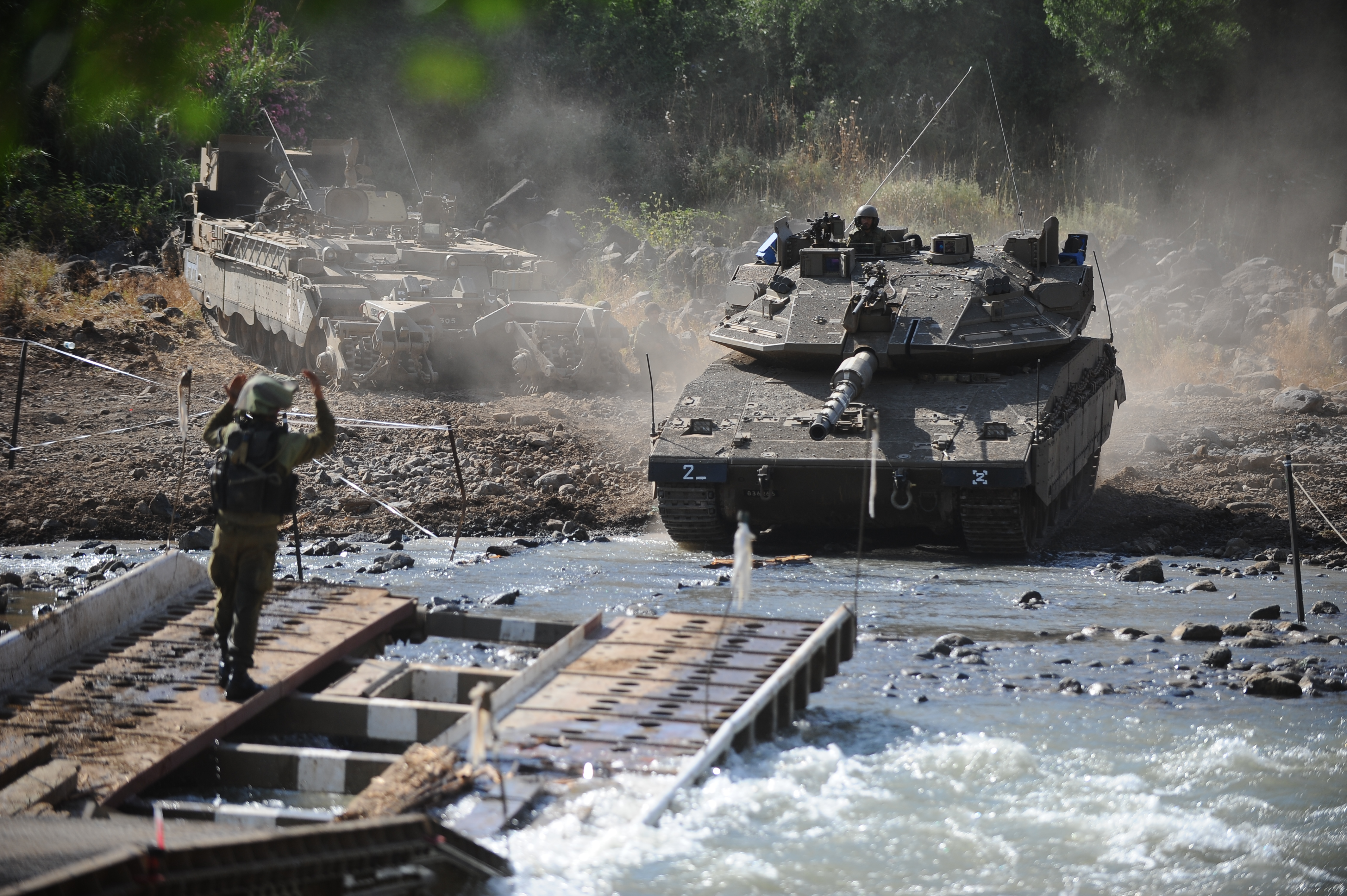
渡河訓練を行う第401機甲旅団のメルカバMk.4M。2012年。
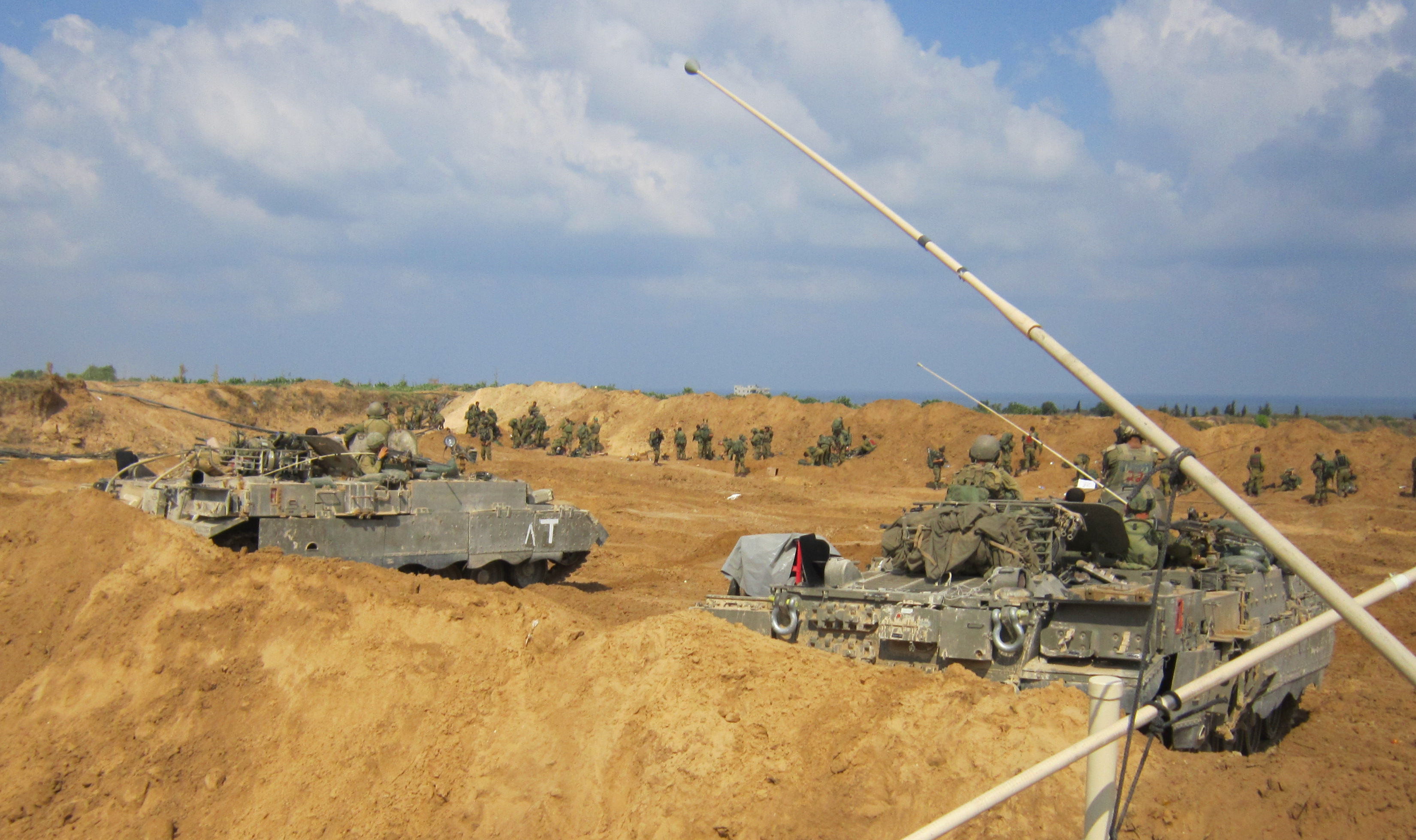
ガザ地区境界付近に展開した第601"アサフ"戦闘工兵大隊所属と見られるプーマ戦闘工兵車、2014年。
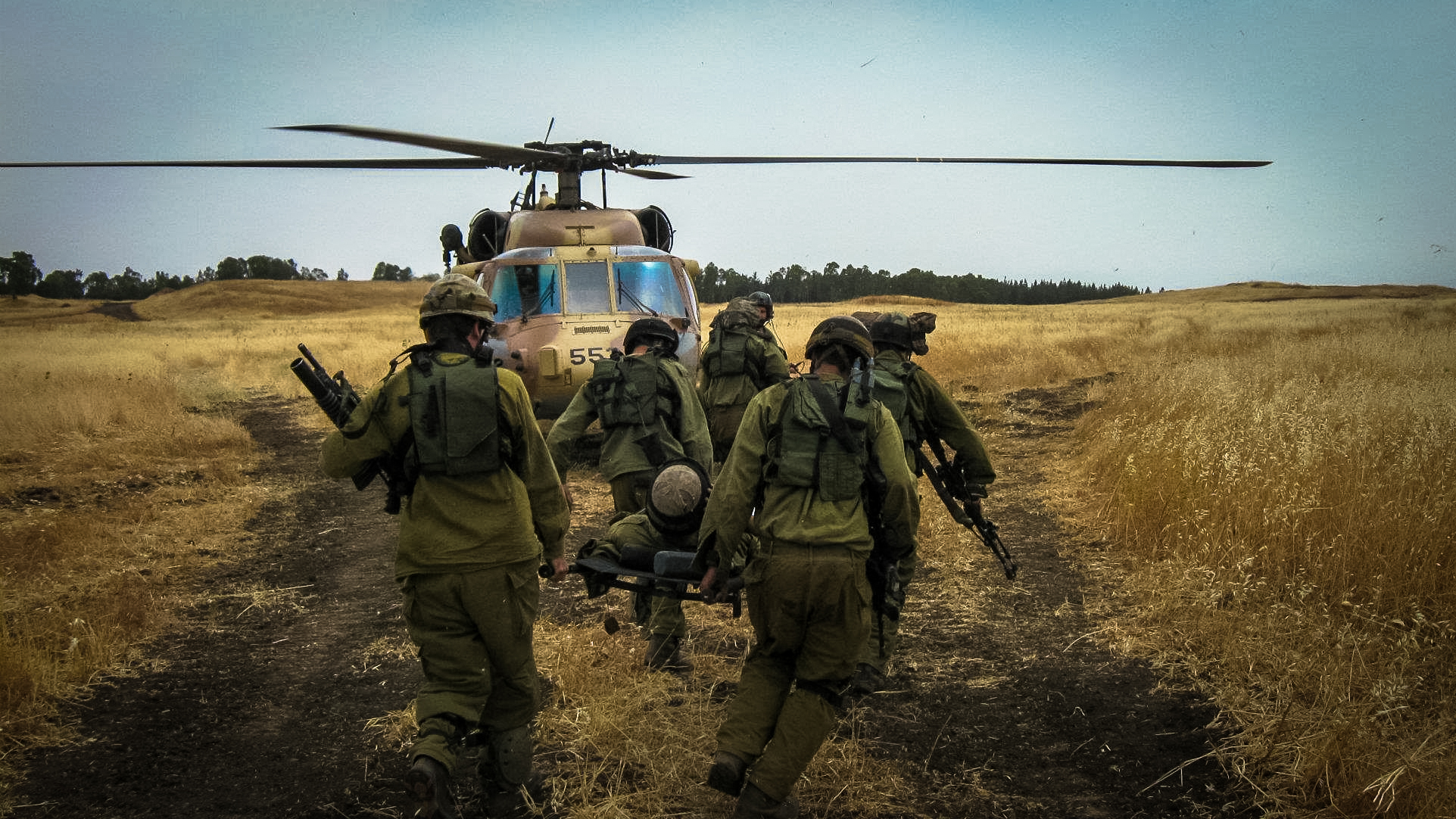
負傷者搬送訓練を行う第401機甲旅団の兵士。
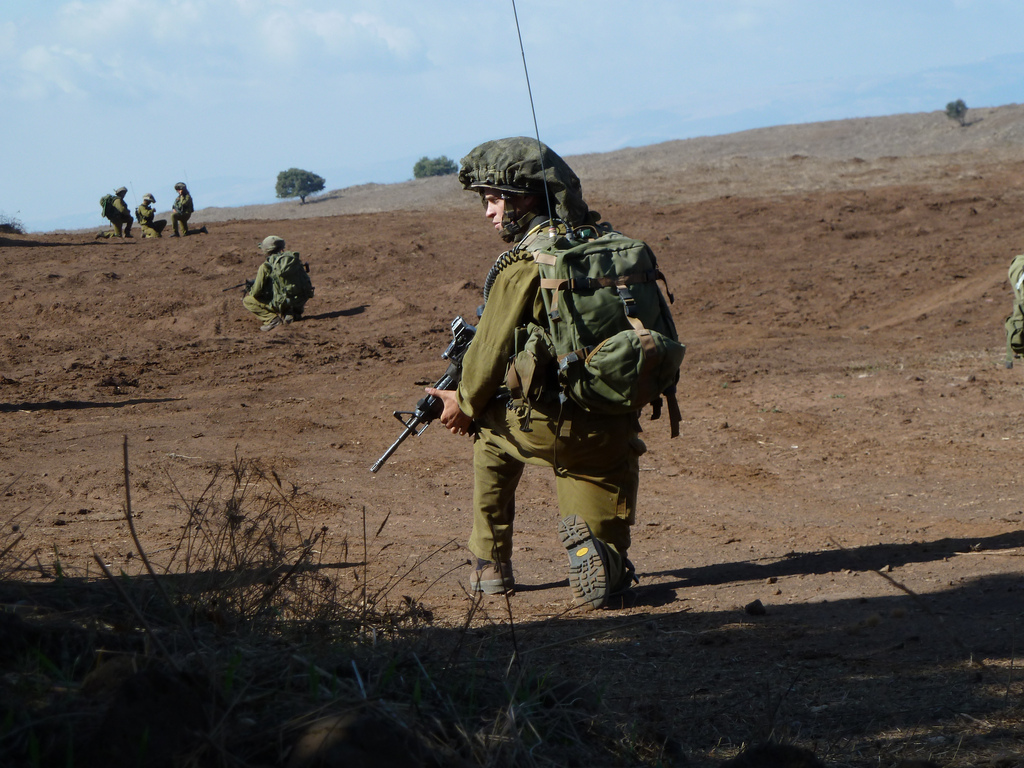
戦闘訓練を行う偵察中隊"PALSAR 401"の兵士。